# 南昌南 (選區)
南昌南（英語：Nam Cheong South，代號：F06）是香港深水埗區議會下轄的選區，1994年設立，最後一任區議員是民協副主席李庭豐。

## 範圍及名稱
選區位於塘尾北部，現時大致以南昌街、界限街、長沙灣道為界，屬深水埗南部，選區名稱源自南昌街，相連的選區有南昌東、南昌中與南昌西，並且以界限街與油尖旺區的大南及旺角東選區相連，投票站設於深水埗街坊福利事務促進會。

## 沿革
1993年港督彭定康推行政改方案改革區議會，取消所有委任議席及雙議席選區制度，全面實行單議席單票制，並改由選區分界及選舉事務委員會制定，區議會選區數目亦隨人口變動而大幅增加，南昌南選區是當時新增的選區之一，由南昌東選區沿長沙灣道以南、南昌街以東、界限街以北分拆成。
當時南昌南選區與南昌東、南昌北、南昌中選區，大致以長沙灣道及南昌街為分界線，故此四個選區皆以南昌命名、連同南昌西選區，被視為南昌五區。（南昌西選區以荔枝角道、欽州街、通州街及南昌街的私人樓宇與其餘四區接觸，而且這五個選區以深水埗區內唐樓為主，故在區內團體亦多以南昌為名）1994年區議會選舉由勞聯黃鑑權與獨立的吳琪爭奪，最後黃鑑權勝出。
1999年區議會選舉由於增加議席，南昌五區加入下南昌選區，界線有所更改。議席由勞聯黃鑑權和民主黨成員易偉容爭奪，最終黃鑑權以996票擊敗取得499票的易偉容而勝出。2003年區議會選舉，由於富昌邨於2001年入伙，為騰出議席開設富昌選區，部分下南昌範圍被劃入本區，恢復為南昌五區，人口估算約18,043人。由於未有其他候選人，今次黃鑑權自動當選。
2007年區議會選舉，由於西九龍填海區及歌和老街近筆架山地區人口增加，原南昌五區、九龍仔（大坑東及大坑西）、白田及石硤尾需要重劃以騰出議席予西九龍填海區近荔枝角範圍。南昌東選區被取消（與石硤尾邨合併成為石硤尾及南昌東選區）、其他南昌區界線有所更動，當中南昌北、南昌南及南昌中更以後巷為界。當時估算約21,568人，其中有7,160位選民，選舉由黃鑑權與中國工黨的柳玉成爭奪，最後黃以過千票差距勝過柳。
2011年區議會選舉，當時人口估算約19,929人，其中有6,941位選民。今次黃鑑權交棒給前勞聯立法會議員李啟明的兒子李詠民，而對手則是神州青年服務社的方鏗強，最後李詠民以大比數當選。
2015年區議會選舉，因應石硤尾及南昌東選區回復為兩個選區，本區範圍有所縮小，但長沙灣道以至大埔道以東的中國聯合銀行大廈及恆富大廈等仍劃入本區，由於勞聯總部設於該等大廈，被指是政治劃界。選舉中李詠民再次應付神州青年服務社的社長林偉棠，最後李詠民以1,544票對786票成功連任。
2019年區議會選舉，因應本區人口過多，界乎荔枝角道以南的一個街區改劃到南昌西選區。神州青年服務社未有派人參選，而民協則派出上屆於九龍城啟德北選區敗選，後轉到深水埗服務的總幹事李庭豐參選，挑戰爭取連任的李詠民。李庭豐曾斥責李詠民「好懶」，「又唔開會，又唔上文件，又唔發言。」結果李庭豐以六百票之差擊敗勞聯唯一的區議員李詠民，導致本屆選舉中勞聯失去所有區議會議席。也是首次由泛民主派人士奪取該選區議席，結束勞聯自1994年以來在該區的控制權。

## 歷屆議員
| 屆別           | 議員   | 政治聯繫 | 政治聯繫 |
| -------------- | ------ | -------- | -------- |
| 1994年－1999年 | 黃鑑權 |          | 勞聯     |
| 2000年－2003年 | 黃鑑權 |          | 勞聯     |
| 2004年－2007年 | 黃鑑權 |          | 勞聯     |
| 2008年－2011年 | 黃鑑權 |          | 勞聯     |
| 2012年－2015年 | 李詠民 |          | 勞聯     |
| 2016年－2019年 | 李詠民 |          | 勞聯     |
| 2020年－2023年 | 李庭豐 |          | 民協     |

## 歷屆選舉結果
| 政党   | 政党   | 候选人    | 票数  | %     | ±      |
| ------ | ------ | --------- | ----- | ----- | ------ |
|        | 勞聯   | ①. 李詠民 | 1,734 | 42.62 | ▼24.00 |
|        | 民協   | ②. 李庭豐 | 2,334 | 57.37 | 不適用 |
| 多数票 | 多数票 | 多数票    | 600   | 14.75 | ▼18.15 |

| 政党   | 政党           | 候选人    | 票数  | %     | ±      |
| ------ | -------------- | --------- | ----- | ----- | ------ |
|        | 神州青年服務社 | ①. 林偉棠 | 786   | 33.73 | ▲5.51  |
|        | 勞聯           | ②. 李詠民 | 1,544 | 66.63 | ▼5.51  |
| 多数票 | 多数票         | 多数票    | 758   | 32.9  | ▼11.38 |

| 政党   | 政党           | 候选人    | 票数  | %     | ±      |
| ------ | -------------- | --------- | ----- | ----- | ------ |
|        | 勞聯           | ①. 李詠民 | 1,375 | 72.14 | ▼10.31 |
|        | 神州青年服務社 | ②. 方鏗強 | 531   | 27.86 | 不適用 |
| 多数票 | 多数票         | 多数票    | 844   | 44.28 | 不適用 |

| 政党   | 政党     | 候选人    | 票数  | %     | ±      |
| ------ | -------- | --------- | ----- | ----- | ------ |
|        | 勞聯     | ①. 黃鑑權 | 1,339 | 82.45 | 不適用 |
|        | 中國工黨 | ②. 柳玉成 | 285   | 17.55 | 不適用 |
| 多数票 | 多数票   | 多数票    | 1,054 | 64.90 | 不適用 |

| 政党   | 政党   | 候选人 | 票数     | %      | ±      |
| ------ | ------ | ------ | -------- | ------ | ------ |
|        | 勞聯   | 黃鑑權 | 自動當選 | 不適用 | 不適用 |
| 多数票 | 多数票 | 多数票 | 不適用   | 不適用 | 不適用 |

| 政党   | 政党   | 候选人    | 票数 | %     | ±      |
| ------ | ------ | --------- | ---- | ----- | ------ |
|        | 民主黨 | ①. 易偉容 | 499  | 33.38 | 不適用 |
|        | 勞聯   | ②. 黃鑑權 | 996  | 66.62 | 不適用 |
| 多数票 | 多数票 | 多数票    | 497  | 33.34 | 不適用 |

| 政党   | 政党   | 候选人 | 票数 | %     | ±      |
| ------ | ------ | ------ | ---- | ----- | ------ |
|        | 勞聯   | 黃鑑權 | 692  | 54.88 | 不適用 |
|        | 無黨派 | 吳琪   | 569  | 45.12 | 不適用 |
| 多数票 | 多数票 | 多数票 | 123  | 9.76  | 不適用 |